# Traian (Olt)
Traian es una comuna ubicada en el distrito de Olt, Rumania.

## Superficie
Posee una superficie de 27,42 kilómetros cuadrados.

## Demografía
Hasta 2021 la población era de 2638 habitantes, con una densidad de población de 96,21 habitantes por kilómetro cuadrado.